# Pfarrkirche Geboltskirchen

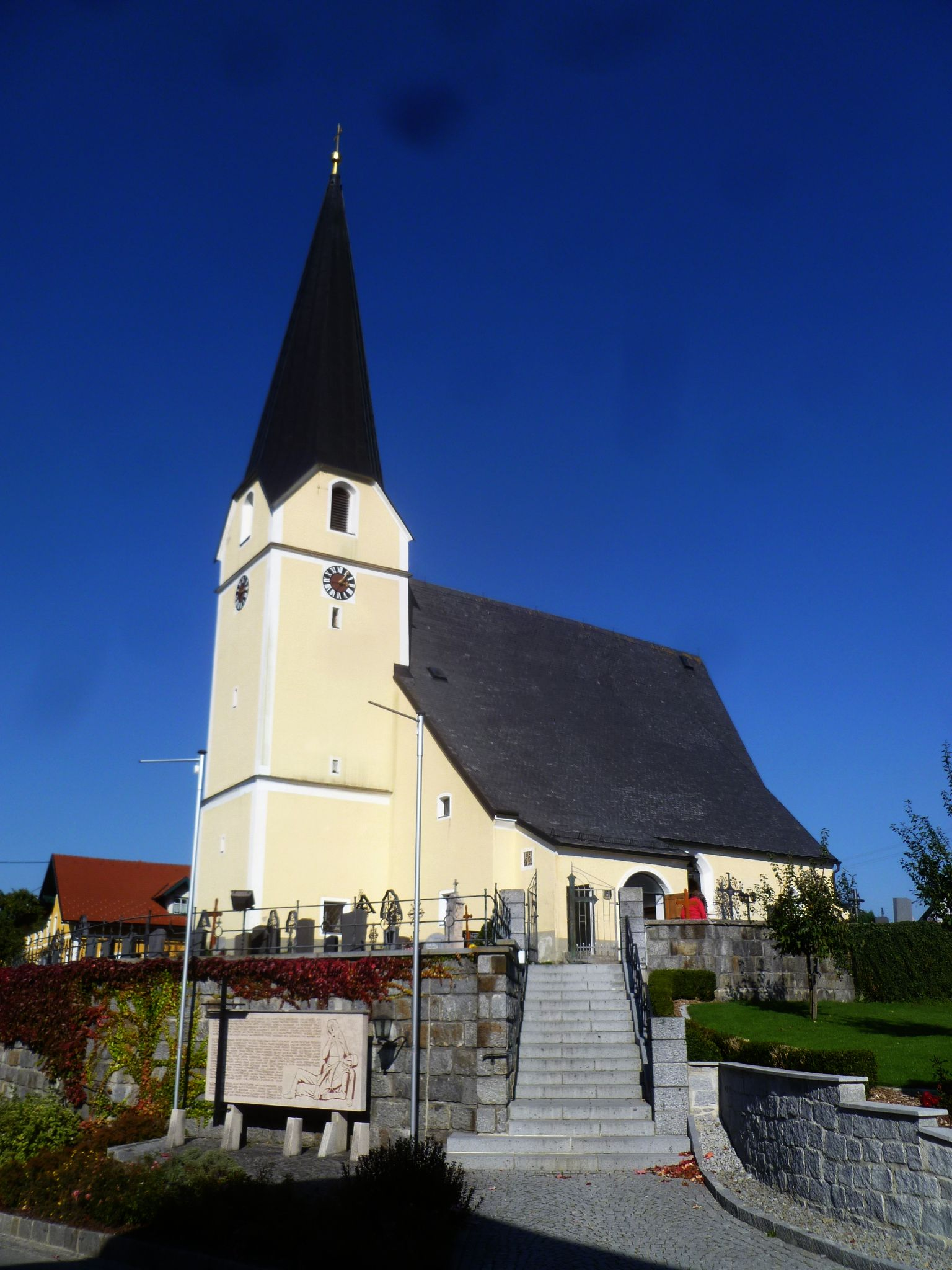
Katholische Pfarrkirche hl. Nikolaus in Geboltskirchen

Die römisch-katholische Pfarrkirche Geboltskirchen steht im Ort Geboltskirchen in der Gemeinde Geboltskirchen im Bezirk Grieskirchen in Oberösterreich. Die auf den heiligen Nikolaus geweihte Kirche gehört zum Dekanat Gaspoltshofen in der Diözese Linz. Die Kirche und der Friedhof stehen unter Denkmalschutz.

## Geschichte
Eine Kirche wurde um 1150 urkundlich genannt. 

## Architektur
Der gotische Kirchenbau mit Langhaus und Chor unter einem gemeinsamen Satteldach hat ein zweijochiges netzrippengewölbtes Langhaus. Das südliche Seitenschiff um 1500 wurde nach einem Brand 1626 kreuzgratgewölbt. Der zweijochige netzrippengewölbte Chor hat einen Fünfachtelschluss. Am 20. August 1922 wurden die Pfarrkirche Geboltskirchen mit drei neuen Glocken ausgestattet. Im Langhaus und Chor wurden 1948 die spätgotische ornamentale Gewölbemalerei mit Apostelkreuzen freigelegt und restauriert. Ein stark zerstörtes Fresko Kreuzigung aus 1501 im Südschiff wurde 1950 restauriert. Die leicht gebrochene unregelmäßige vierachsige Westempore über beide Schiffe ist netzrippenunterwölbt. Der mächtige Westturm trägt einen achtseitigen Spitzhelm. Das gotische Südportal hat eine netzrippengewölbte Vorhalle.

## Ausstattung
Die Kirchenausstattung ist neugotisch.